# 馬里烏斯·沃爾夫
馬里烏斯·沃爾夫（德語：Marius Wolf；1995年5月27日—）是一位德國足球運動員。在場上司職前鋒。現效力於德甲球隊奥格斯堡。他也代表德國青年國家足球隊參賽。
2018年5月28日，沃爾夫加入多特蒙德，轉會費約五百萬歐元。

## 荣誉及奖项

### 俱樂部
多特蒙德
- 歐洲聯賽冠軍盃亞軍：2023–24